# Sofja Dmitrijewna Akatjewa
Sofja Dmitrijewna Akatjewa (russisch Софья Дмитриевна Акатьева; * 7. Juli 2007 in Moskau) ist eine russische Eiskunstläuferin, die im Einzellauf startet. Sie ist die russische Meisterin von 2023.
Seit 2017 wird sie von Eteri Tutberidse trainiert.